# Gråhuvad dvärgpapegoja
Gråhuvad dvärgpapegoja (Agapornis canus) är en dvärgpapegoja inom familjen östpapegojor.

## Utseende
Den är endemisk för Madagaskar och är den enda dvärgpapgeojan som häckar utanför den afrikanska kontinenten. Det är en övervägande grön papegoja. Arten uppvisar könsdimorfism och bara den adulta hanen har grått huvud och bröst. Den gråhuvade dvärgpapegojan är den minsta arten i sitt släkte. Den förekommer sällan som burfågel.

## Utbredning och systematik
Gråhuvad dvärgpapegoja delas upp i två underarter:
- Agapornis canus canus - förekommer på västra och östra Madagaskar (förutom utbredningsområdet för ablectaneus)
- Agapornis canus ablectaneus - förekommer över de torra delarna av sydvästra Madagaskar

## Namninkonsekvens
Sveriges ornitologiska förening lade 2008 fram ett förslag på svenska namn för alla världens fåglar där A. canus tilldelades trivialnamnet "morhuvad papegoja" medan Poicephalus senegalus, som i burfågelkretsar kallats "morhuvad papegoja" tilldelades namnet "senegalpapegoja". I det slutgiltiga förslaget från SOF som kom 2014 har A. canus istället fått namnet "gråhuvad dvärgpapegoja", ett trivialnamn som ofta använts i burfågelkretsar.

## Status
Arten har ett stort utbredningsområde och beståndet anses stabilt. Internationella naturvårdsunionen IUCN listar den därför som livskraftig (LC).